# Boris Blanchet
Boris Blanchet (* 1971 in Luçon) ist ein französischer Jazzmusiker (Tenor- und Sopransaxophon).
Blanchet begann im Alter von 14 Jahren am Konservatorium von Fougères mit Saxophonunterricht. Drei Jahre später trat er in das Centre d’informations musicales in Paris ein, wo er zwei Jahre weilte, und studierte anschließend bei Éric Barret. Auch nahm er an einem von Branford Marsalis geleiteten Meisterkurs teil.
Seit Anfang der 1990er-Jahre war Blanchet in der Pariser Jazzszene aktiv; erste Aufnahmen entstanden 1996 mit dem Gitarristen William Chabbey. 1996 erhielt er den ersten Preis beim nationalen Wettbewerb von La Défense, zwei Jahre später den Preis in Tours. Er gehörte seitdem zu Ensembles wie dem Orchestre National de Jazz, dem Orchester von Michel Legrand sowie dem deutsch-französischen Jazz-Ensemble unter Leitung von Albert Mangelsdorff und Jean-Rémy Guédon.
Blanchet leitete sein eigenes Quartett. Weiterhin arbeitete er im Quartett von Simon Goubert, mit Pierre de Bethmann, Baptiste Trotignon, Ricky Ford, François Laizeau, Michel Zenino, Tony Rabeson, Joe Lee Wilson, Ben Sidran, Jean-Pierre Como und Sophia Domancich. Aufnahmen entstanden mit der Dany Doriz Big Band (Live at the Meridien), dem Vincent Artaud/Boris Blanchet Quartet (mit Pierrick Pédron), Simon Goubert („Desormaisé“), Benjamin Sanz Quintet (Mutation Majeure, 2011), David Patrois/Pierre Marcault 5tet, Elastic Tribe, Éléphant Tôk (mit Aymeric Avice, Daniel Jeand’heur, Romain Nassini), Sirius und Snake Oil. Im Bereich des Jazz war er laut Tom Lord zwischen 1996 und 2017 an neun Aufnahmesessions beteiligt, u. a. mit François „Movezom“ Malandrin, Simon Chivallon und der Formation Sweet System (Sweet Ella Fitzgerald).

## Diskographische Hinweise
- Simon Chivallon, Antoine Paganotti, Géraud Portal, Boris Blanchet, Baptiste Herbin, Julien Alour: Flying Wolf (Jazz Family, 2017)
- Blanchet-Borghi-Chevalier-Paganotti quartet (Off, 2020), mit Emmanuel Borghi, Blaise Chevallier, Antoine Paganotti[5]
- Boris Blanchet & Mathieu Bec: Flyin’ Sufi (2022)[6]